# Embalse de La Viñuela
El embalse de La Viñuela es un embalse situado en el término municipal de La Viñuela, en la provincia de Málaga, España. 
Este embalse tiene una capacidad de 164,37 hm³ a raíz de la nueva batimetría de febrero de 2022 y una superficie de 565 ha. Afecta a una longitud de 6,2 km del río Guaro o Vélez, sobre el que se encuentra situado, y recoge además de las aguas de sus propios afluentes — ríos Sabar, Benamargosa y Salia— las de los ríos de Alcaucín, Seco, Bermuza, Almanchares, Granados y Rubite.
El embalse abastece a los municipios de la comarca de la Axarquía.

## Fauna y Flora
A fecha de verano de 2023 el embalse está rodeado de matorrales secos. La fauna la componen principalmente unas cuantas miles de carpas (cyprinus carpio) que presentan delgadez por el agua poco oxigenada. También hay tortugas (trachemys scripta) en se asoman a la orilla en grandes cantidades. A fecha de mayo de 2023 el embalse se encontró a un 10% de capacidad (16 hectómetros cúbicos) y en agosto a un 8'4% (14 hectómetros cúbicos) provocando las mayores restricciones de agua de la historia reciente en la comarca malagueña de la Axarquía, que se vio obligada a prohibir el consumo de agua nocturno en poblaciones grandes como Velez-Málaga y Torre del Mar, así como el riego de plantas y llenado de piscinas.
En 2025, gracias a las lluvias que han sacudido la zona del litoral malagueño, el pantano, que el año anterior había sido dado por "muerto", ha conseguido un gran aumento de su capacidad, llegando a los 83,03 hm³, es decir, más del 50% de su capacidad total.

## Historia
Este embalse se creó en el año 1905 y seis años más tarde se hizo el primer estudio de viabilidad en la zona. A partir de esa fecha, y hasta el año 1977, se hizo un gran estudio hasta decidir construir la presa sobre el río Guaro. Desde ahí llegan las aguas de varios ríos de la zona hasta el pantano de la Viñuela. Este proyecto fue aprobado en el año 1981. 
La presa no se empezó a construir hasta el 22 de octubre de 1982 y se terminó en 1989, aunque el pantano no se llenó completamente de agua hasta el año 1998
El pantano fue creado para el abastecimiento de agua potable a la población y para mejorar el aumento del riego de los cultivos de la zona. Un 60% del agua va destinada a la agricultura y el resto a la población.  

## Las estadísticas del pantano
La superficie del pantano está a 230 metros sobre el nivel del mar y tiene 90 metros de profundidad. Su superficie es de 565 hectáreas y el volumen de agua que contiene es de 164,37 hm³ a raíz de la nueva batimetría de febrero de 2022. 

## La presa
Tiene una longitud de 460 metros, unos cimientos de seis metros de profundidad y una altura sobre el cauce de 90 metros. La presa tiene un sistema de drenes para mantener su estabilidad. En el lado norte, hay unos drenes horizontales que son unas bandas de piedras redondas. En el lado sur, la función de los drenes es que salga el agua de la lluvia. Cuando el nivel del pantano llega al máximo, hay un aliviadero que deja salir el agua. Aparte del aliviadero, sale también el agua por tres tomas. 
En varios sitios dentro de la presa hay un sistema de auscultación: son unos sensores que miden la densidad y humedad del material, además de detectar cualquier movimiento del mismo. Esto hace que exista una vigilancia constante de la presa. 

## Galería de imágenes

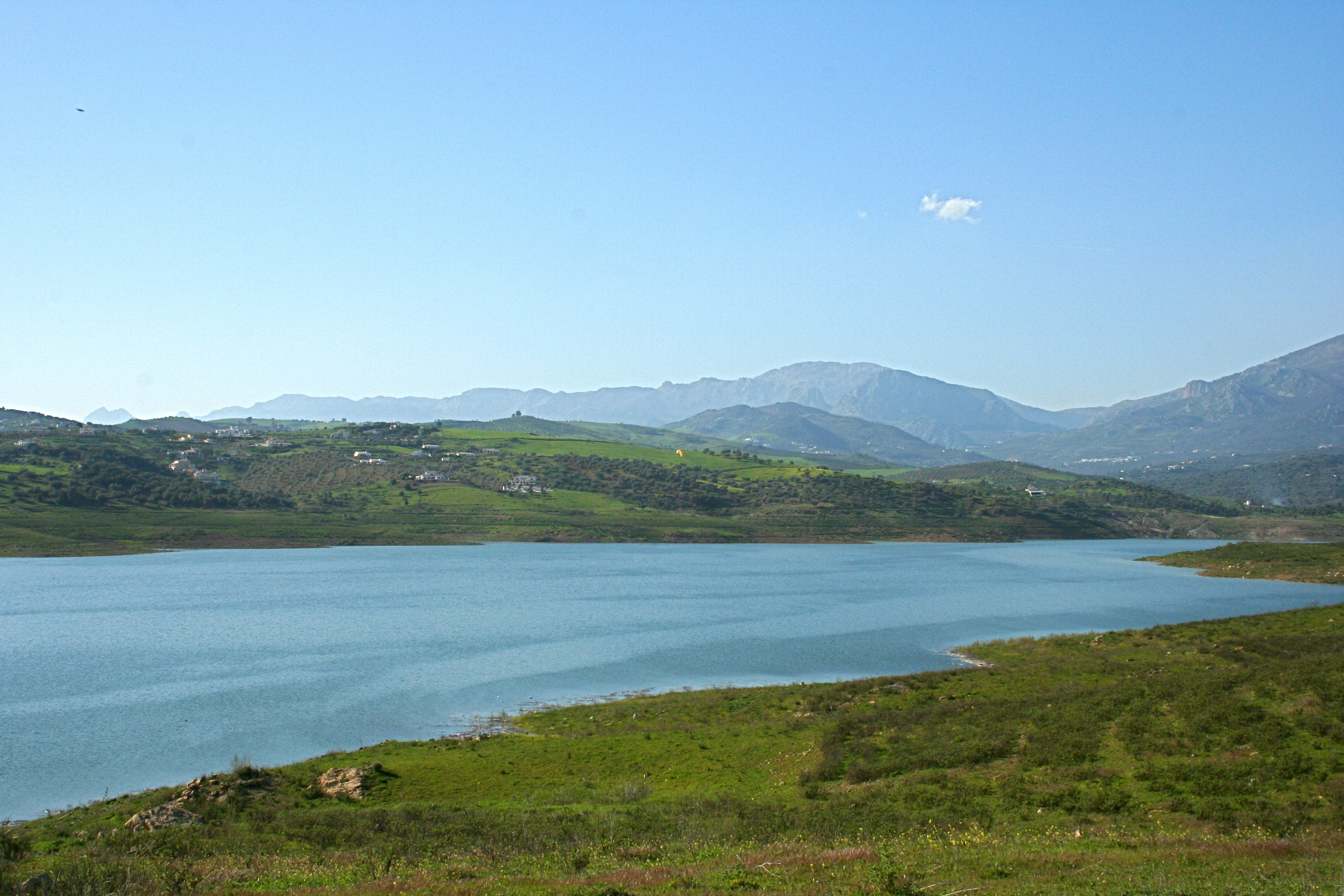
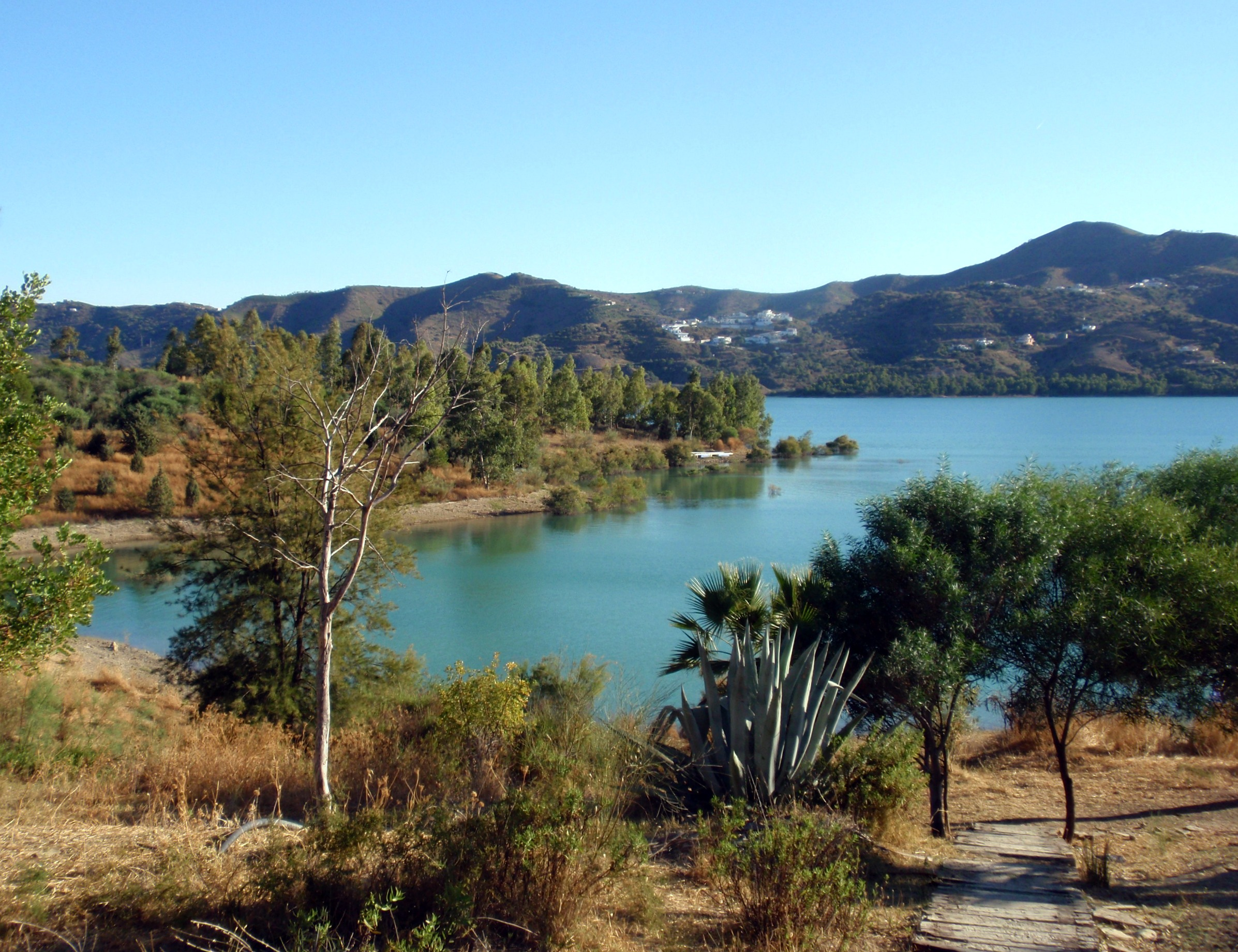